# میکی بنت
میکی بنت (انگلیسی: Mickey Bennett؛ زادهٔ ۲۷ ژوئیهٔ ۱۹۶۹) بازیکن فوتبال اهل بریتانیا است.
از باشگاه‌هایی که در آن بازی کرده‌است می‌توان به باشگاه فوتبال چارلتون اتلتیک، باشگاه فوتبال کانوی ایسلند، باشگاه فوتبال کاردیف سیتی، باشگاه فوتبال ویمبلدون، باشگاه فوتبال میلوال، باشگاه فوتبال برنتفورد، باشگاه فوتبال برایتون اند هوو آلبیون، و باشگاه فوتبال لیتون اورینت اشاره کرد.
وی همچنین در تیم ملی فوتبال زیر ۱۹ سال انگلستان بازی کرده‌است.